# 万神庙喷泉

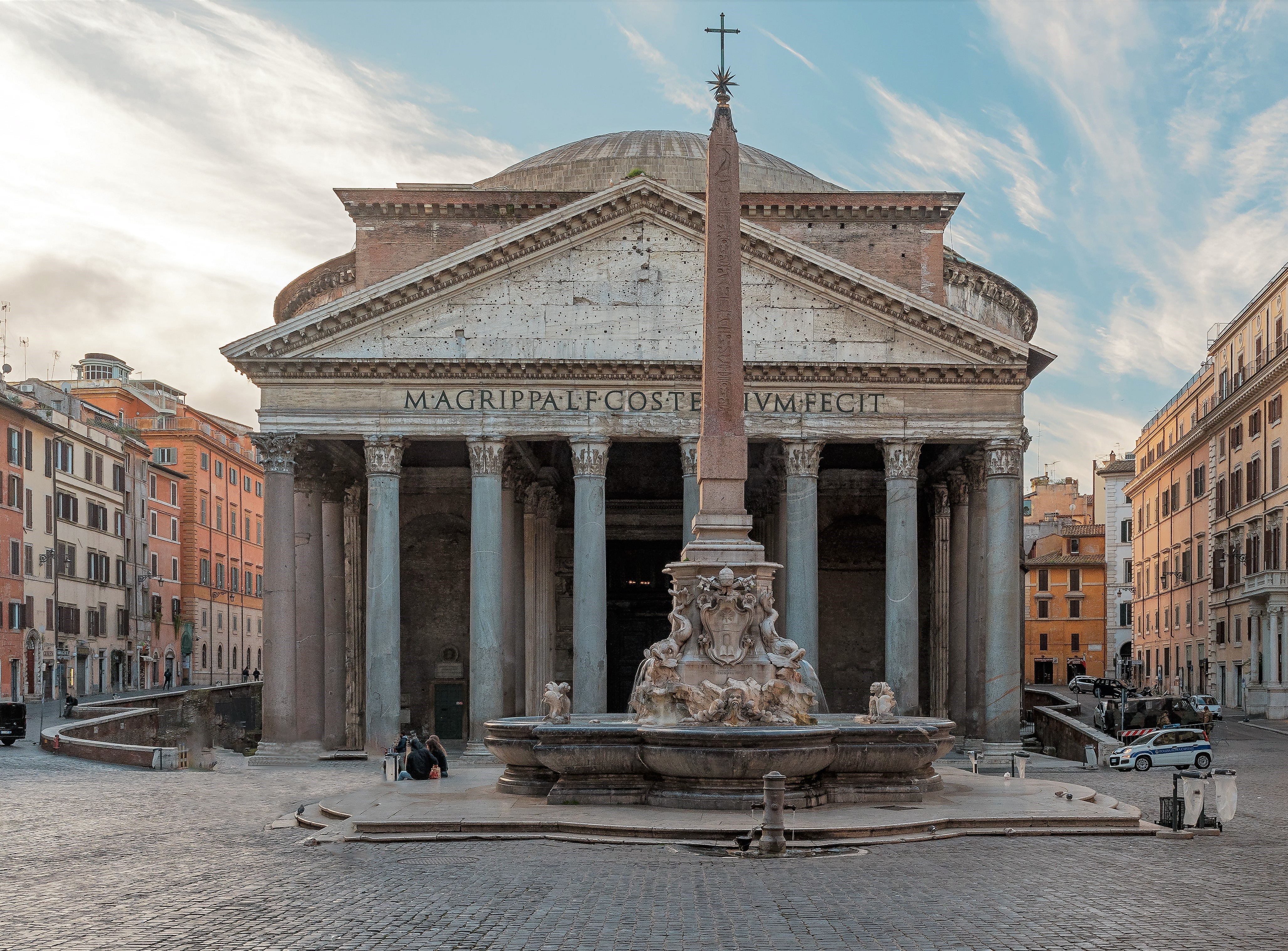
万神庙喷泉

万神庙喷泉（意大利语：Fontana del Pantheon）位于罗马万神庙前方的罗通达广场（意大利语：Piazza della Rotonda）。它是由教宗额我略十三世委托，由贾科莫·德拉·波尔塔于1575年设计，由莱昂纳多·索马尼用大理石雕刻。
1711年，教宗克勉十一世要求对喷泉进行改造，由菲利波·巴里吉奥尼设计了新的布局，包括石头基座，和建于拉美西斯二世时期的马库托方尖碑，还装饰了四只海豚。
1886年，原来的大理石人像被移走，代之以路易吉·阿米西的复制品。今天，原作保存在罗马博物馆（意大利语：Museo di Roma）。
斯洛文尼亚首都卢布尔雅那的著名地标三水噴泉（斯洛文尼亚语：Robbov vodnjak），模仿了万神庙喷泉。
2018年4月，詹姆斯·帕洛塔提出捐赠23万英镑，用于修复此喷泉，以及人民广场（意大利语：Piazza del Popolo）的狮子喷泉（Fontana dei Leoni）。